# Daisy Martin
Daisy Martin (?) was een Amerikaanse blueszangeres die in de jaren twintig voor Okeh verschillende platen opnam onder de namen Daisy Martin and her Five Jazz Bellhops, Daisy Martin with the Tampa Blue Jazz Band en Daisy Martin and her Royal Tigers.

## Discografie
- Complete Recorded Works (1921-1926) (verzamel-cd met tevens opnamen van Ozie McPherson), Document